# Santarém, Portugal
Santarém (portugisiskt uttal: [sɐ̃tɐˈɾɐ̃j̃]
 ( lyssna)) är en stad i mellersta Portugal. 
Den är huvudort i kommunen Santarém samt residensstad i distriktet Santarém. 

Kommunen har 62 200 invånare (2020) och en yta på 560 km².

Santarém är centrum för den portugisiska tjurfäktningen.

## Etymologi
Ortnamnet Santarém anses härstamma från latinets Sancta Eirene, möjligen syftande på en kyrka i den romerska staden Scallabis, den tidens Santarém.

## Geografi
Staden ligger på en platå, mellan den gamla transportleden Tejo och den nya moderna motorvägen A1.

## Freguesias
Santarém är indelat i 19 freguesias:

- Abitureiras
- Abrã
- Achete, Azoia de Baixo e Póvoa de Santarém
- Alcanede
- Alcanhões
- Almoster
- Amiais de Baixo
- Arneiro das Milhariças
- Azoia de Cima e Tremês
- Casével e Vaqueiros
- Cidade de Santarém
- Gançaria
- Moçarria
- Pernes
- Póvoa da Isenta
- Romeira e Várzea
- São Salvador
- São Vicente do Paul e Vale de Figueira
- Vale de Santarém

## Historia
Staden är mycket gammal och skall ha haft kontakt med fenicier, greker och kartager. De första lämningarna av mänsklig bosättning är från 700-talet f.Kr. När Romarna ockuperade området 138 f.Kr., samarbetade invånarna med dem. Staden bytte namn till Scalabis och blev under perioden en viktig handelsplats och ett administrativt centrum i provinsen Lusitania.
Efter invasioner av Alaner och Vandaler bytte staden namn till Santa Irene. Nästa invasion kom år 715 och den genomfördes av morerna. Sedan staden erövrades 1147 av Afonso I, Portugals första kung, har staden varit en del av Portugal.